# Bareveld
Bareveld (Gronings: Boareveld, ruig onland) is een Nederlands dorp op de grens van de provincies Groningen en Drenthe. Alleen het Drentse deel van het dorp hoort bij de gemeente Aa en Hunze, het Groningse deel van het dorp is bij de gemeente Veendam toegevoegd.
Het Groningse deel heeft 275 inwoners (2024) en valt binnen de bebouwde kom van het dorp Wildervank en heet dus Wildervank, en wordt niet altijd meer als echt onderdeel gezien van Bareveld. Alleen het deel dat onder de gemeente Aa en Hunze valt heeft een eigen plaatsnaambord.
Bareveld ligt op de Semslinie uit 1615, een rechte lijn tussen de Martinitoren in de stad Groningen en Ter Apel die een eind aan de toenmalige twisten moest maken. Het is nu gelegen aan de N33. 
Bij Bareveld lag vroeger een dam. Op grond van een convenant uit 1817 tussen de stad Groningen en de Drentse veenmarken van Eext tot Valthe mocht die niet doorgestoken worden. In dat convenant trof de stad een regeling met de Drenten voor de afvoer van hun turf via de Drentse Monden over het Stadskanaal en het Grevelingskanaal via het Kielsterdiep en het Winschoterdiep naar de stad. De dam moest ervoor zorgen dat de turf niet via Veendam vervoerd zou worden, omdat dat kanaal niet in eigendom was bij de stad. De stad zou dan niet alleen passagegelden mislopen, maar vreesde ook de controle dan kwijt te raken. Pas in 1873 werd de dam verwijderd. In 1993 werd de lijn een toeristische spoorweg van de Stichting Stadskanaal Rail (STAR), waarvan de treinen ook in Wildervank stoppen. Er bestaan concrete plannen om het baanvak tussen de stations Veendam en Stadskanaal in december 2024 weer open te stellen voor regulier reizigersvervoer, maar in maart 2019 werd besloten dat de treinen Bareveld zullen voorbijrijden.

## K.J. de Vrieze

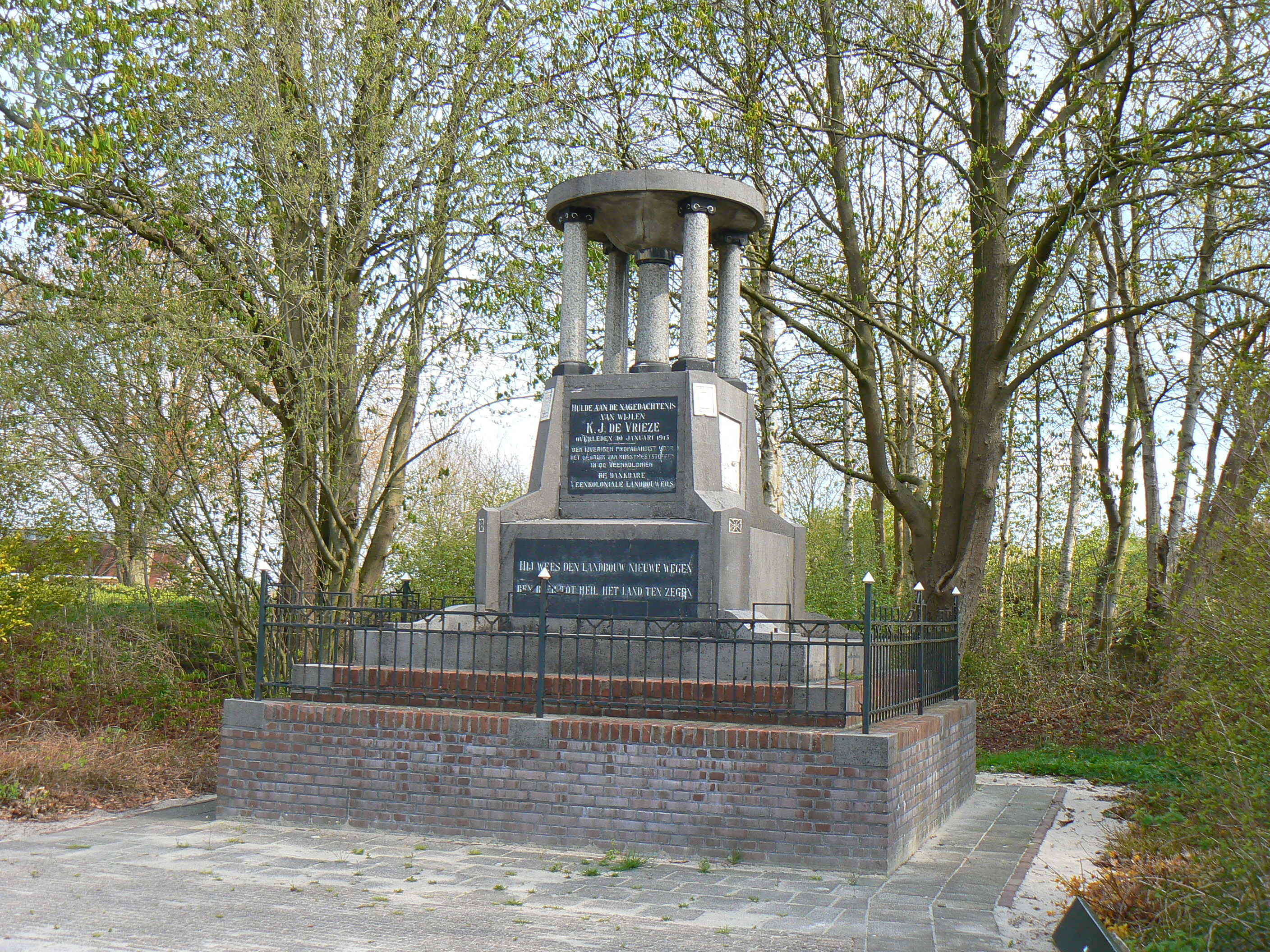
Monument K.J. de Vrieze

In Bareveld staat, naast K.J. de Vriezestraat 1 (destijds Bareveld D39), een monument uit 1919 voor de landbouwkundige Klaas de Vrieze.